# La Tour du désespoir
Pour plus de détails, voir Fiche technique et Distribution.
La Tour du désespoir (Sepolta viva) est un film italien d'Aldo Lado sorti en 1973.
Il est librement inspiré du roman Patira de Raoul de Navery publié en 1875. Bien que l'intrigue du roman et du film se déroule dans la forêt de Coëtquen en Bretagne (à la frontière entre les départements des Côtes-d'Armor et d'Ille-et-Vilaine), le film a été tourné dans le Val d'Aoste en Italie, dans les châteaux de Fénis et d'Issogne.

## Synopsis
En 1780 en Bretagne, le jeune comte Philippe, seigneur du château de Coëtquen, vient d'épouser la belle Christine, fille d'un pauvre pêcheur de l'Ouest. Malgré ses origines modestes, Christine est bien accueillie par les amis de Philippe, et la jeune duchesse Dominique de Matignon lui témoigne de prime abord un accueil chaleureux. Les jeunes frères de Philippe, Ferdinand et Gaël, sont heureux de leur mariage, mais craignent pour l'héritage de leur père. Ferdinand, jaloux du pouvoir et de l'autorité de Philippe, voit toute revendication future compromise quand il apprend la grossesse de Christine. Leur enfant sera le seul héritier de la famille des Coëtquen.
Gaël souhaite épouser Dominique de Matignon, qui a développé avec le temps une profonde inimitié pour Christine. Ferdinand profite de cet état de fait de Gaël pour mettre à exécution un plan qui le débarrassera de sa jeune belle-sœur et de l'enfant qu'elle porte en elle. Alors, s'alliant à Morel, l'intendant du château, les deux frères, profitant de l'absence de Philippe, emprisonnent Christine dans le donjon d'une tour du château, prétendant qu'elle est morte. Lorsque Philippe revient au château et apprend la mort de sa femme, il est accablé de chagrin et se désintéresse des affaires du château. Ferdinand en devient progressivement le maître incontesté.
Pendant ce temps, la pauvre Christine vit une existence misérable dans le donjon de la tour, en attendant la fin de sa grossesse. Un jour, elle manque de se noyer dans sa cellule aux mains de Ferdinand, qui est déterminé à la tuer à l'insu de son frère Gaël. Elle est sauvée par hasard par l'intendant, qui est tenté de tout dire à Philippe. Ferdinand le menace pour qu'il ne révèle rien de cette tentative de meurtre. L'intendant, saisissant l'occasion, fait chanter son maître : il se taira, en échange du mariage de Ferdinand avec sa fille Odette. Ferdinand se tait, mais il ne fait aucun doute qu'il a déjà condamné à mort son intendant.
Un jour, Philippe quitte le château et se réfugie dans un couvent. Il envoie une lettre à ses frères leur annonçant qu'il s'est suicidé, leur laissant tous ses biens. Le suicide de son frère ébranle l'équilibre mental déjà précaire de Gaël. Alors que Ferdinand célèbre le pouvoir qu'il a enfin entre les mains, Gaël, désespéré, se suicide par pendaison.
Un jeune homme a découvert la prison de Christine et l'aide à s'échapper. De peur d'être découverte par Ferdinand, elle confie son fils au couvent du village (le même dans lequel Philippe a trouvé refuge). Elle se rend ensuite au village de son père. Grâce à une marque d'identification que Christine a laissée sur l'enfant, Philippe découvre qu'il s'agit de son fils. Il quitte donc le couvent et entre dans le château où Ferdinand, enfermé en lui-même, est terrorisé par les fantômes de ses victimes qui apparaissent dans ses rêves. Philippe affronte son frère, mais ce dernier tente de s'enfuir et meurt en tombant d'un créneau du château. Grâce au garçon qui a aidé Christine à s'échapper, Philippe parvient à la rejoindre.

## Fiche technique
Sauf indication contraire, les informations mentionnées dans cette section peuvent être confirmées par la base de données cinématographiques Unifrance,  présente dans la section « Liens externes ».
- Titre français : La Tour du désespoir ou L'Enterrée vivante[1]
- Titre original italien : Sepolta viva[2],[3]
- Réalisation : Aldo Lado
- Scénario : Aldo Lado, Claudio Masenza, Antonio Troisio
- Adaptation des dialogues en français : Lucienne Racz
- Photographie : Mario Vulpiani
- Montage : Alberto Gallitti
- Musique : Ennio Morricone, dirigé par Bruno Nicolai
- Décors et costumes : Fiorenzo Senese (it)
- Maquillage : Mauro Gavazzi
- Production : Marina Cicogna, Bino Cicogna, Alessandro Altieri, Paul Claudon
- Sociétés de production : C.A.P.A.C. • Euro International Films
- Pays de production :  Italie -  France
- Langue originale : italien
- Format : couleur - 2,35:1 - Son mono - 35 mm
- Durée : 107 minutes (1 h 47)
- Genre : aventures
- Dates de sortie :
  - Italie : 29 septembre 1973 (Milan) ; 19 octobre 1973 (Turin)

## Distribution
- Agostina Belli : Christine
- Maurizio Bonuglia : Ferdinand
- Fred Robsahm : Philippe
- Dominique Darel : Dominique de Matignon (Dominique de Fontenoy en VO)
- Monica Monet : Odette
- François Perrin : Gaël
- Arturo Trina : Daniel
- Daniele Dublino : L'abbé
- Laura Betti : Jeanne la folle (Giovanna la pazza en VO)
- José Quaglio : Morel
- Patrick Morin :
- Patrizia Di Clara :
- Gianni Di Benedetto
- Luigi Antonio Guerra

## Accueil
Le film a obtenu un grand succès commercial.
D'après Francesco Minnini, « Le retour du mélodrame d'aventure populaire avec son lot de larmes, de duels et de frissons sentimentaux. Mais chaque époque a ses besoins, et dans les années 70, il y avait déjà tellement de problèmes que personne ne ressentait le besoin de compliquer davantage la vie ».

## Suite
Il a eu une suite, Il figlio della sepolta viva (it), réalisée par Luciano Ercoli, dont l'action se déroule environ vingt ans après La Tour du désespoir.